# Onchidorididae
Famille
Les Onchidorididae forment une famille de mollusques gastéropodes marins de l'ordre des nudibranches.

## Description
Cette famille fait partie du sous-ordre des Doridiens, qui ont pour particularité d'avoir un corps aplati et l'anus entouré de branchies. Au sein de ce sous-ordre, la famille se distingue par un corps ovale. Le manteau est large et comporte des spicules et des tubercules.
Les rhinophores sont à lamelles et les branchies forment un cercle simple autour de l'anus.

## Étymologie
Le grec onchi signifie « à crochets », car certaines papilles dorsales peuvent être légèrement courbes.

## Liste des genres
Selon World Register of Marine Species, prenant pour base la taxinomie de Bouchet & Rocroi (2005), on compte huit genres :
- genre Acanthodoris Gray, 1850 -- 17 espèces
- genre Knoutsodonta Hallas & Gosliner, 2015 -- 4 espèces
- genre Onchidoris Blainville, 1816 -- 30 espèces
- genre Onchimira Martynov, Korshunova, Sanamyan N. & Sanamyan K., 2009 -- 1 espèce

Genres utilisés par d'autres sources : 
- Adalaria Bergh, 1878 (synonyme de Onchidoris pour WoRMS)
- Calycidoris Abraham, 1876 (rangé dans les Calycidorididae par WoRMS)
- Corambe Bergh, 1869 (rangé dans les Corambidae  par WoRMS)
- Diaphorodoris Iredale & O'Donoghue, 1923 (rangé dans les Calycidorididae par WoRMS)
- Loy Martynov, 1994 (rangé dans les Corambidae  par WoRMS)

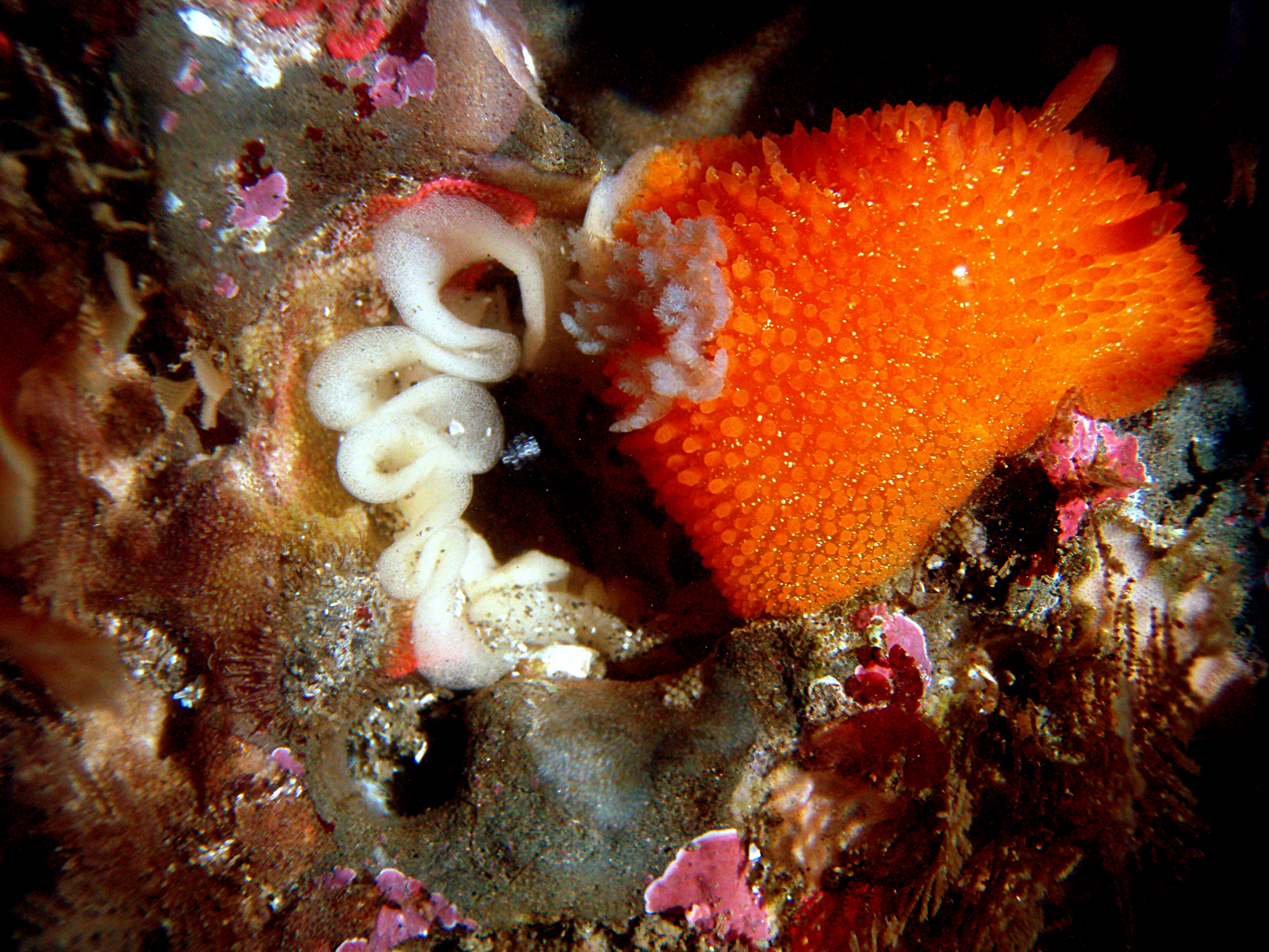
Acanthodoris lutea
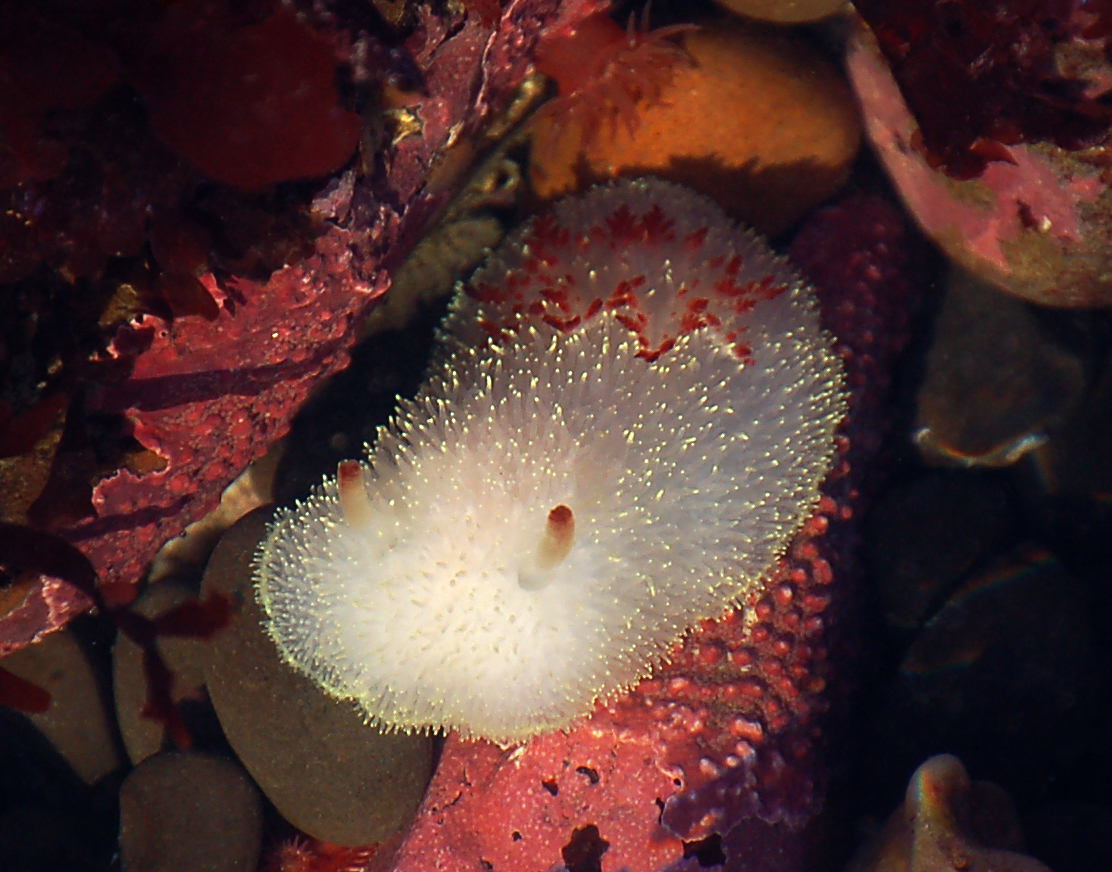
Acanthodoris nanaimoensis
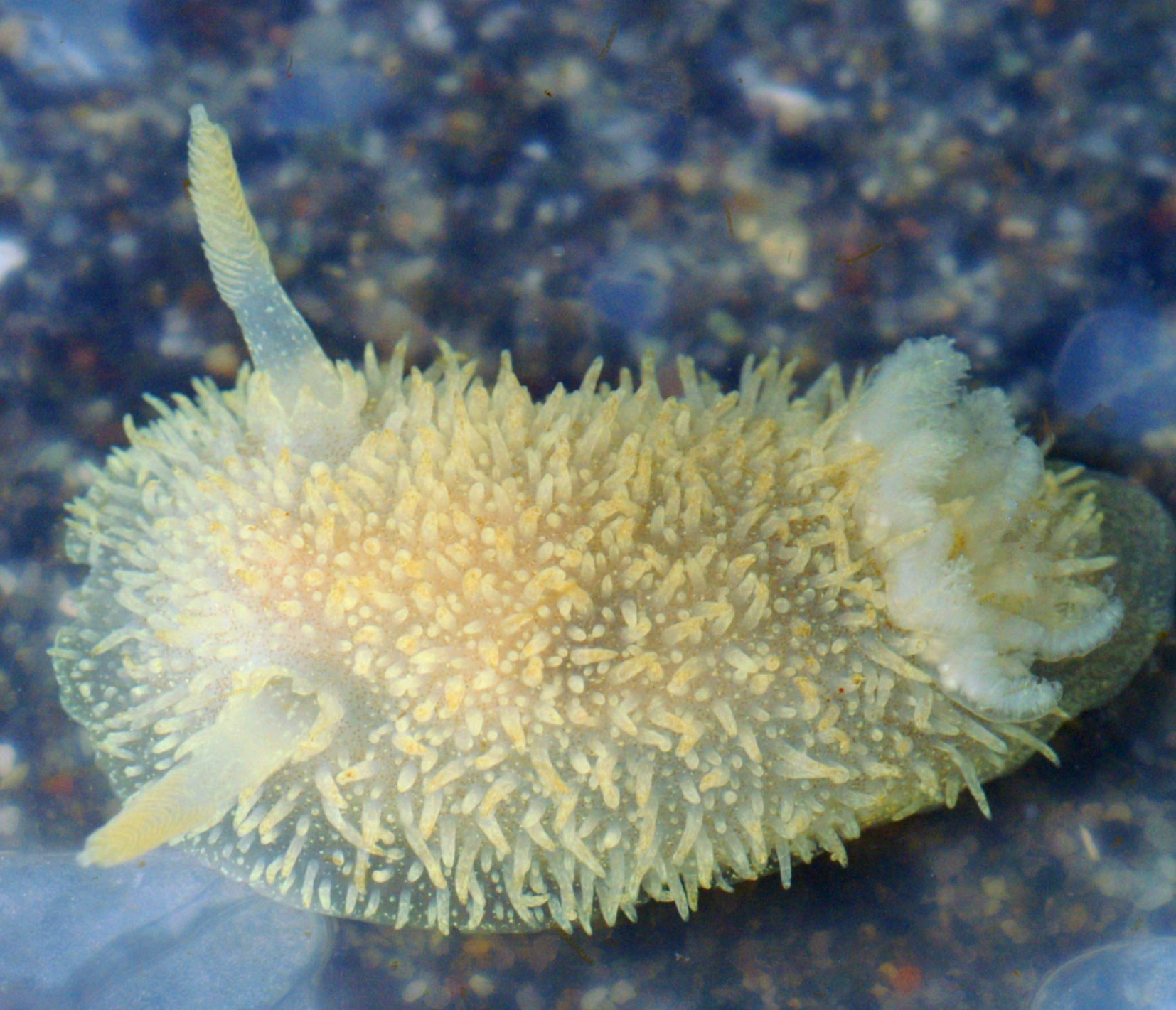
Acanthodoris pilosa
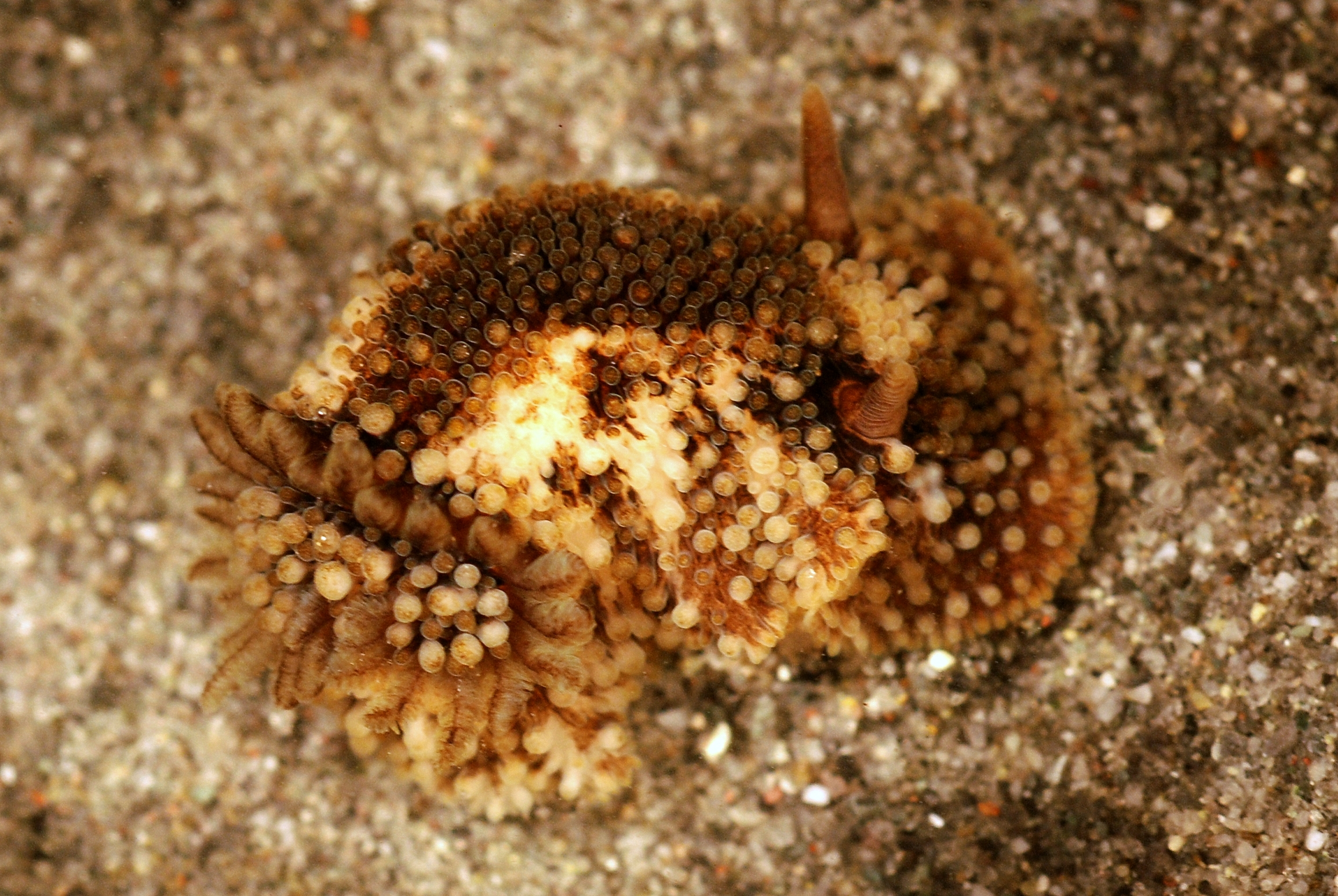
Onchidoris bilamellata